# Nexter Titus
Nexter Titus (TITUS — абревіатура «Tactical Infantry Transport and Utility System») — броньована колісна машина, розроблена французькою компанією Nexter Systems на шасі чеського автовиробника Tatra Trucks  . Nexter позиціонує Titus як багатоцільовий броньований автомобіль (véhicule blindé polyvalent).

## Історія
Прототип автомобіля Titus вперше був показаний публічно в 2013 році на виставці DSEI в Лондоні. На конструкцію вплинув досвід оперативного розгортання транспортних засобів MRAP в Іраку та Афганістані, коли виявився такий недолік цих машин, як обмежена мобільність поза дорогами . Тому, розробляючи новий автомобіль для заповнення у своєму портфоліо ніші між Aravis 4×4 і VBCI 8×8, Nexter Systems вирішила використати шасі 6×6 серії Tatra 815-7, що демонструє відмінні характеристики на бездоріжжі . Виступаючи з цієї нагоди, генеральний директор Nexter Systems Філіп Бертін оголосив, що «сімейство» транспортних засобів Titus знадобилося два роки внутрішнього розвитку та інвестицій, щоб створити економічно ефективну колісну броньовану машину.
На виставці IDEX в Абу-Дабі представники компаній Tatra Trucks і Nexter Systems уклали угоду про співпрацю, згідно з якою Tatra відповідатиме за підготовку пропозицій та інтеграцію автомобілів Titus для чеської та словацької армій.

## Технічні параметри

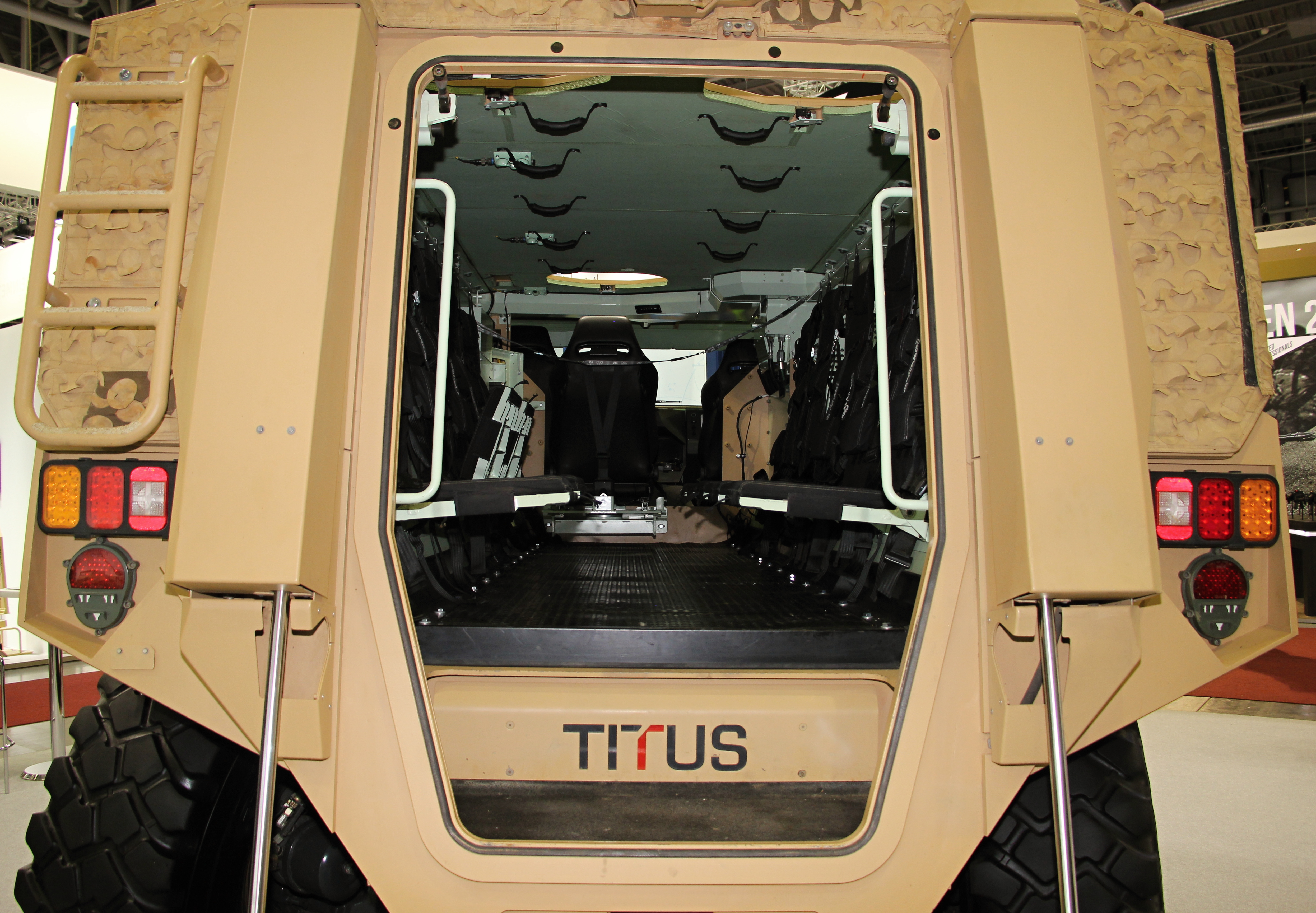
Titus, вигляд ззаду і всередині. Виставка IDET 2017, Виставковий центр Брно, Чехія.

Довжина Titus становить 7,72 м, ширина — 2,55 м, висота — 2,73. Дорожній просвіт регулюється від 0,29 до 0,49 м. Вага досягає не менше 17 т, у бойовій готовності — 23 т, максимальна — 27 т.
Двигун — дизельний Cummins потужністю 500 к.с., коробка передач — Allison автоматична шеститступінчата . Автомобіль розвиває швидкість до 110 км/год із запасом ходу 700 км. Гальма — пневматичні барабанні. Titus може долати 60-градусний нахил, 30-градусний бічний нахил і водойми глибиною до 1,2 м.
На тривісному шасі машини використано класичний концепт Tatra. Перша і третя осі є керованими, тому автомобіль має радіус повороту у 13 м  і завдяки цьому також підходить для дій в умовах міської забудови. Колісна відстань між першою і другою та другою і третьою осями однакова.
Автомобіль має повний привід. По шосе він їздить з приводом 6х4, на бездоріжжі можливий перехід на 6х6. 20-дюймові шини обладнані вкладками для їзди зі спущеним колесом і системою централізованого регулювання тиску.

### Бойові характеристики
Балістичний захист Titus розрахований витримувати вибух 150 кг тротилу. Залежно від версії, балістична стійкість досягає рівня 2, 3 або 4 за стандартом STANAG 4569. Базовий варіант має протимінний захист рівня 4a/3b, який може бути підвищений до 4a/4b. Сидіння «Nexter SAFEPRO» забезпечують додатковий протимінний захист екіпажу і пасажирів.
Озброєння включає дистанційно керований бойовий модуль, який може бути оснащений скорострільними гарматами калібру від 7,62 мм до 20 мм або 40-мм автоматичними гранатометами. На боках кузова розташовано по три люки для стрільби зсередини.

## Варіанти
Машина в першу чергу розрахована на перевезення особового складу (3+10 або 2+12 осіб), але передбачаються такі її версії, як самохідний 120-мм міномет, командний пункт, медевак, розвідувальна або службова машина.
- Конфлікт низької інтенсивності: дистанційно керована башта з озброєнням калібру 7,62 мм, балістичний і протимінний захист рівня 2, відвал для подолання барикад, зброя нелетальної дії.

- Конвенційна війна: дистанційно керована башта з озброєнням калібру 12,7 мм або 20 мм, 40-мм гранатомет, балістичний і протимінний захист рівня 3, обладнання для радіоглушіння.

- Антипартизанська війна / війна в міських умовах: додаткова броня на даху, балістичний і протимінний захист рівня 4, протигранатометний захист PG-Guard[9], штурмова драбина.

## Оператори

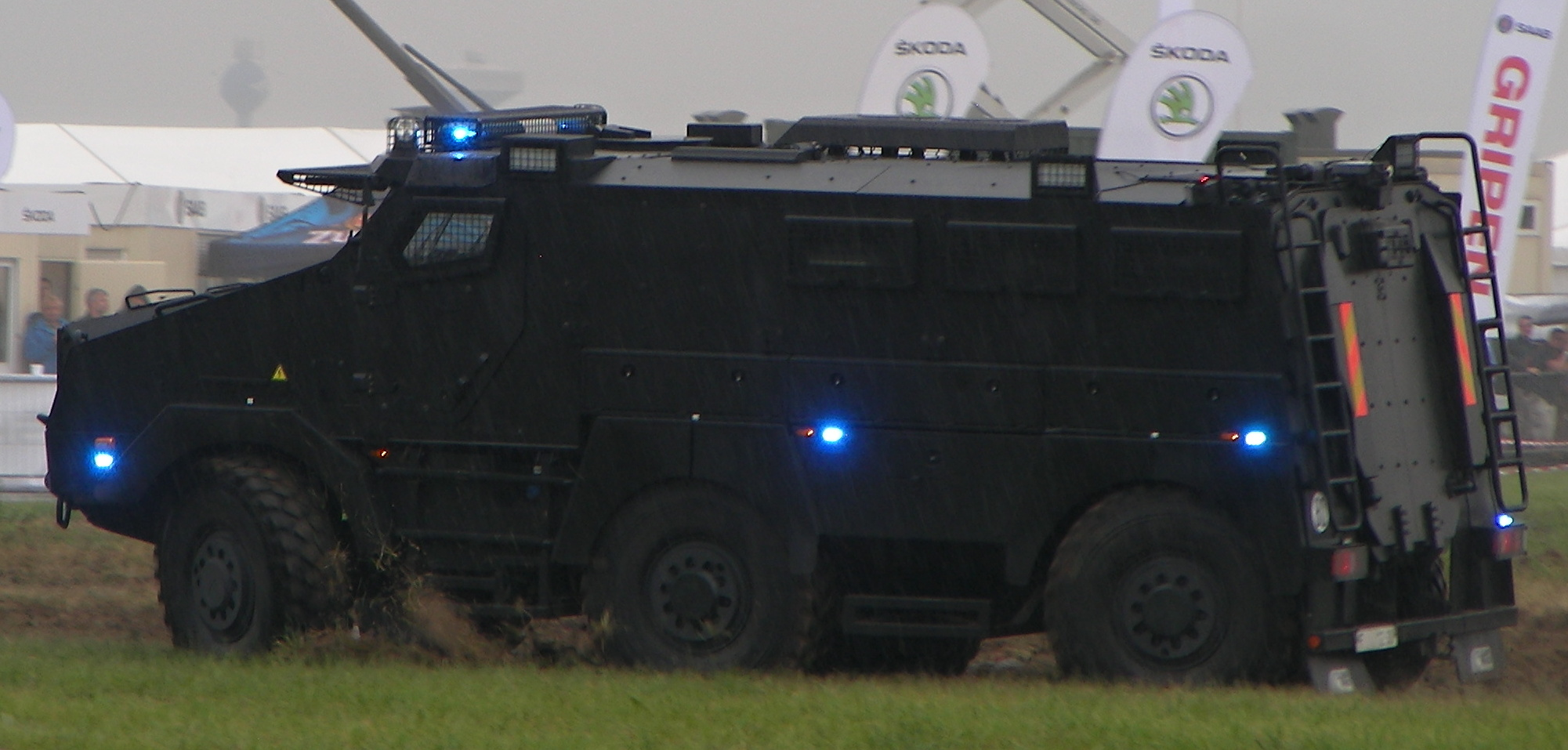
Titus французької поліції. Дні НАТО, 2016 рік, аеропорт Острави, Чехія.

Підрозділ RAID французької поліції зацікавився використанням Titus для посилення захисту поліцейських під час контртерористичних операцій, зокрема від стрілецької зброї або саморобних вибухових пристроїв. Тестування прототипу тривало з 2016 року принаймні до кінця 2019 року, але про жодні покупки з того часу пір не оголошувалося.
Бригада розшуку та реагування випробувала Titus у 2016 році, але зрештою не стала його купувати через його значні розміри, які ускладнюють пересування вулицями Парижа.
Міністерство оборони Чехії має намір замовити до трьохсот машин Titus на суму до 20 мільярдів чеських крон у кілька етапів між 2019 і 2023 роками. Перший етап включає поставку 62 одиниць.